# Virglbahn
| Länge | 342 m             |                                     |                                     |
| Maximale Steigung | 700 ‰             |                                     |                                     |
| Höhendifferenz | 196,05 m          |                                     |                                     |
| Betriebsart | elektrisch        |                                     |                                     |
| Spurweite | 1000 mm           |                                     |                                     |
| Eröffnung | 20. November 1907 |                                     |                                     |
| \| \| 0,000 \| Untervirgl \| 261,05 m ü. A. \| \| \| \| Viadukt (6 m) \| \| \| \| \| Viadukt (46 m) \| \| \| \| 0,171 \| Ausweichstelle in der Streckenmitte \| Ausweichstelle in der Streckenmitte \| \| \| \| Virglsteig \| \| \| \| \| \| \| \| \| 0,342 \| Virglwarte \| 457,1 m ü. A. \| |                   |                                     |                                     |
| Kopfbahnhof Streckenanfang (Strecke außer Betrieb) | 0,000             | Untervirgl                          | 261,05 m ü. A.                      |
| Brücke (Strecke außer Betrieb) |                   | Viadukt (6 m)                       | Viadukt (6 m)                       |
| Brücke (Strecke außer Betrieb) |                   | Viadukt (46 m)                      | Viadukt (46 m)                      |
| | 0,171             | Ausweichstelle in der Streckenmitte | Ausweichstelle in der Streckenmitte |
| Strecke mit Straßenbrücke (Strecke außer Betrieb) |                   | Virglsteig                          | Virglsteig                          |
| Strecke (außer Betrieb) |                   |                                     |                                     |
| Kopfbahnhof Streckenende (Strecke außer Betrieb) | 0,342             | Virglwarte                          | 457,1 m ü. A.                       |

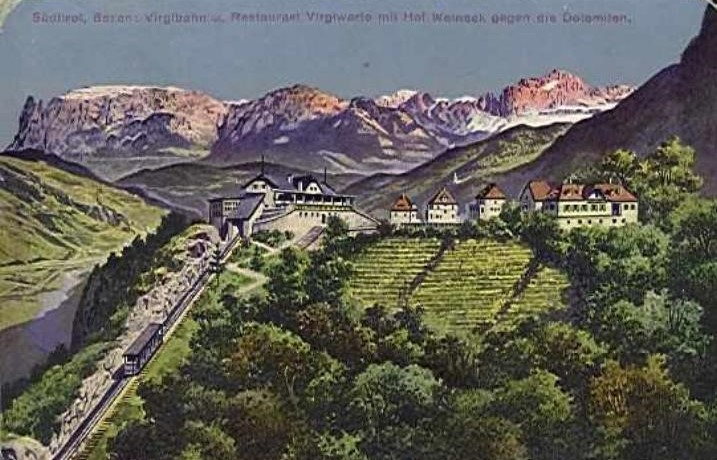
Ansichtskarte mit Virglbahn und Gebäuden der Bergstation gegen Schlern und Rosengartengruppe, 1916 (Lorenz Fränzl)

Die Virglbahn (italienisch Funicolare del Virgolo) war eine Standseilbahn im Stadtgebiet von Bozen in Südtirol. Sie verband zwischen 1907 und 1943 den Bozner Talboden mit dem auf dem Virgl liegenden Restaurant Virglwarte. Bis zum Zweiten Weltkrieg erschloss sie gemeinsam mit der Guntschnabahn, der Kohlerer Bahn und der Rittner Bahn die Anhöhen rund um Bozen für Naherholung und Tourismus.
Die Bahn wurde gegen Ende des Zweiten Weltkrieges aufgrund ihrer Nähe zu Brennerbahn und Bahnhof Bozen durch Bombardierung im unteren Teil schwer beschädigt und nicht wieder in Betrieb gesetzt. In Nachfolge wurde eine Luftseilbahn gleichen Namens (Funivia del Virgolo) errichtet, die zwischen 1957 und 1976 den Virgl erschloss.
Das erhaltene Steingewölbe der Trasse der Standseilbahn wurde 2021 von der Südtiroler Landesverwaltung unter Denkmalschutz gestellt.

## Standseilbahn
Der vom Stadtzentrum vergleichsweise leicht zu erreichende Bozner Hausberg Virgl war bereits seit längerem ein beliebtes Naherholungsziel für die Bewohner und Besucher der Stadt. Grund war nicht zuletzt der weite Panorama-Blick ins Eisacktal, zum Ritten, ins Etschtal und Richtung Überetsch.
Um den Virgl weiter für die touristische Nutzung zu erschließen, wurde im Jahr 1906 auf Betreiben des Bozner Bankiers Sigismund Schwarz, der auch schon am Bau der Mendelbahn beteiligt war, ein Konsortium zum Bau einer Bahn gegründet. Anfängliche Pläne zur Errichtung einer Luftseilbahn, wie sie vom Konkurrenten Josef Staffler zur Erschließung des benachbarten Kohlerer Berges verfolgt wurden, wurden mangels Erfahrung und Standardisierung dieser Technik aufgegeben. Stattdessen wurde der renommierte Zürcher Ingenieur Emil Strub mit der Planung und Errichtung einer Standseilbahn beauftragt.
Der Bau wurde Ende des Jahres 1906 begonnen unter Führung von Schwarz’ ältestem Sohn, dem Ingenieur Erwin Schwarz. Die Stationsgebäude und der Unterbau wurden durch die Baufirma A. Guschelbauer & Marek aus Bozen errichtet. Oberbau, Antrieb und Wagengestelle lieferten die L. v. Rollschen Eisenwerke aus Bern. Die Elektrische Ausstattung stammte von der A. E. G. Union-Elektricitäts-Gesellschaft aus Wien, das Drahtseil von der St. Egydyer Eisen- und Stahlindustrie-Gesellschaft. Nach etwa einem Jahr Bauzeit wurde die Bahn am 20. November 1907 für den öffentlichen Verkehr eröffnet.
Die Baukosten beliefen sich – einschließlich Grundstückskäufen und den Kosten für die Errichtung des eigentlichen Restaurants Virglwarte – auf insgesamt 529.400 Kronen. Das Aktienkapital des Baukonsortiums ist mit 600.000 Kronen überliefert.
Im Laufe des Zweiten Weltkriegs wurde die Bahn bei Bombardierung des nahe gelegenen Bahnhofes Bozen stark beschädigt und musste somit ab 1943 eingestellt werden. Nach Kriegsende wurde der Betrieb nicht wieder aufgenommen.

### Streckenbeschreibung

Höhen- und Lageprofil

Die auf das Notwendigste beschränkte Talstation in Untervirgl lag am Anfang der Kalvarienbergstraße auf 261,05 m ü. A., direkt an der Unterführung der Brennerbahn. Aufgrund der beengten Platzverhältnisse bestand diese nur aus einer mit Wellblech überdachten Treppe von zwei Metern Breite, die sich rechts des Gleises befand und die Funktion eines Bahnsteiges erfüllte. Der öffentliche Zugang erfolgte noch unterhalb der Bahnbrücke.
Die Bergstation an der Virglwarte lag 196,05 Höhenmeter darüber auf 457,1 m ü. A. Der wieder rechts des Gleises liegende treppenförmige Bahnsteig lag direkt an der nordwestlichen Schmalseite der Virglwarte, der Zugang war dabei – der Bergstation der Mendelbahn vergleichbar – jedoch über mehrere bogenförmige Treppen viel großzügiger gestaltet und führte über die Veranda des Gasthofes. Dort war neben den Gast- und Diensträumen auch ein Wartesaal vorhanden.
In der Waagrechten beträgt die Distanz zwischen den Stationen 288,25 Meter. Die Steigung beträgt auf den ersten 178,83 Metern 660 ‰, auf den letzten 109,42 Metern sogar 700 ‰. Der Neigungswechsel war mittels eines Kreisbogens von 1200 Metern Radius ausgerundet. Die Virglbahn war somit die steilste der Südtiroler Standseilbahnen. Im Grundriss wies die Bahn ein kurzes Stück nach der Talstation einen Bogen von 250 Metern Radius auf, verlief ansonsten aber gerade. Somit ergibt sich eine schräge Länge der Bahn von 342 Metern. Die selbsttätige Ausweichstelle in der Mitte der ansonsten eingleisigen Bahn hatte eine Länge von 77 Metern. Der Abstand der Gleisachsen betrug dort 2,7 Meter.
Für diesen Trassenverlauf mussten im unteren Bereich Ingenieurbauten errichtet werden: Unmittelbar nach der Talstation überquert der gemauerte und 1,50 Meter breite Damm mit einem 6 Meter breiten Viadukt die heutige Kalvarienbergstraße. Kurz darauf folgt das besonders charakteristische, insgesamt 46 Meter lange, gespannte Viadukt mitten in der Wand. Dieses hat zwei Öffnungen von 6 und 24 Metern waagrechter Breite. Weiters musste im oberen Bereich ein bis zu 7 Meter tiefer und an der Sohle 3,40 Meter breiter Einschnitt im Fels geschaffen werden. Wegen der nahen Bebauung waren die hierzu nötigen Sprengarbeiten besonders umständlich und bedurften weitergehender Schutzmaßnahmen. Außerdem mussten gefährdete Felsblöcke der brüchigen Wand untermauert oder abgeräumt werden.

### Wagen
Die beiden zweiachsigen Wagen waren für die mittlere Steigung von 680 ‰ ausgelegt. Sie hatten eine Länge von 8,6 Metern bei einem Achsstand von 4,2 Metern. Das Leergewicht betrug 6,4 Tonnen, das Gewicht des vollen Wagens etwa 9,2 Tonnen. Die zweiachsigen Untergestelle der Wägen stammten von den L. v. Rollschen Eisenwerken, die Wagenkästen von der Grazer Maschinen- und Waggonbau-Aktiengesellschaft.
Jeder Wagen bestand aus vier stufenförmig angeordneten Abteilen, von denen die mittleren geschlossen und die äußeren offen waren. Pro Abteil waren acht Sitzplätze vorhanden. Die Bänke im obersten Abteil waren klappbar, so dass Gepäck und Waren leichter transportiert werden konnten. Außerdem konnten so im Bedarfsfall zwölf Stehplätze geschaffen werden. Maximal fanden also 36 Passagiere Platz im Wagen. Die beiden Endplattformen waren für den Wagenführer vorgesehen. Von dort aus konnten auch die Schiebetüren der Abteile zentral verriegelt werden.

### Antrieb
Das Windwerk der Bahn war im Untergeschoss der Virglwarte untergebracht, der Führerstand befand sich im Erdgeschoss. Die nötige elektrische Energie lieferte, wie bei Guntschna- und Kohlerer Bahn, das Elektrizitäts- und Wasserwerk Zwölfmalgreien über eine etwa 4 Kilometer lange Freileitung an die Bergstation. Dort wurde der Drehstrom von 3,6 kV, 50 Hz, auf eine Betriebsspannung von 550 Volt transformiert. Damit wurde schließlich ein Asynchronmotor mit 50 PS Leistung betrieben.
Das Windwerk war mit verschiedenen Bremseinrichtungen versehen. Insbesondere wurde durch einen Anschlaghebel in der Bergstation bei Überfahren der Endposition oder durch einen Fliehkraftregler bei hinreichend starker Überschreitung der Fahrtgeschwindigkeit eine selbsttätige Bremsung ausgelöst.
Die Streckenhöchstgeschwindigkeit war auf 1,5 m/s (5,4 km/h) festgelegt. Die Fahrzeit betrug damit etwa vier Minuten. Unter Vernachlässigung von Umsteigezeiten wären somit höchstens 15 Fahrten pro Stunde möglich gewesen, die theoretische Beförderungskapazität läge somit bei 540 Passagieren pro Stunde und Richtung.

### Betrieb
Anfangs wurde der Betrieb, wie auch bei der Mendelbahn, durch die Südbahn-Gesellschaft geführt. Die gemeinsame Betriebsleitung für beide Bahnen hatte ihren Sitz in Bozen. Fahrten wurden ganzjährig zwischen 7:30 Uhr und 20:30 Uhr im Halbstundentakt durchgeführt mit Ausnahme einer Mittagspause zwischen 12:30 Uhr und 13:30 Uhr. Bei Bedarf – konkret beim Verkauf von mindestens fünf Fahrscheinen – wurde der 30-Minuten-Takt mit Sonderfahrten verdichtet. Während der Sommersaison zwischen 1. Juli und 30. September startete der Betrieb bereits um 7:00 Uhr und endete erst mit einer letzten Fahrt um 23:00 Uhr, wobei – unter Beibehaltung der Mittagsruhe – ab 09:00 Uhr sogar in 15-Minuten-Intervallen gefahren wurde. Eine einfache Bergfahrt kostete 60 Heller, eine einfache Talfahrt 50 Heller. Mit Rückfahrt waren 80 Heller zu bezahlen, und für 6 Kronen war ein Abonnement für 20 Berg- oder Talfahrten erhältlich.
Nach erfolgter Wiederinstandsetzung, die auch den Virglsteig betrafen, nahm die Virglbahn am 7. Dezember 1924 erneut ihren Betrieb auf.
Im Zweiten Weltkrieg wurden die Anlagen bei alliierten Luftangriffen ab Herbst 1943 schwer beschädigt.

## Luftseilbahn

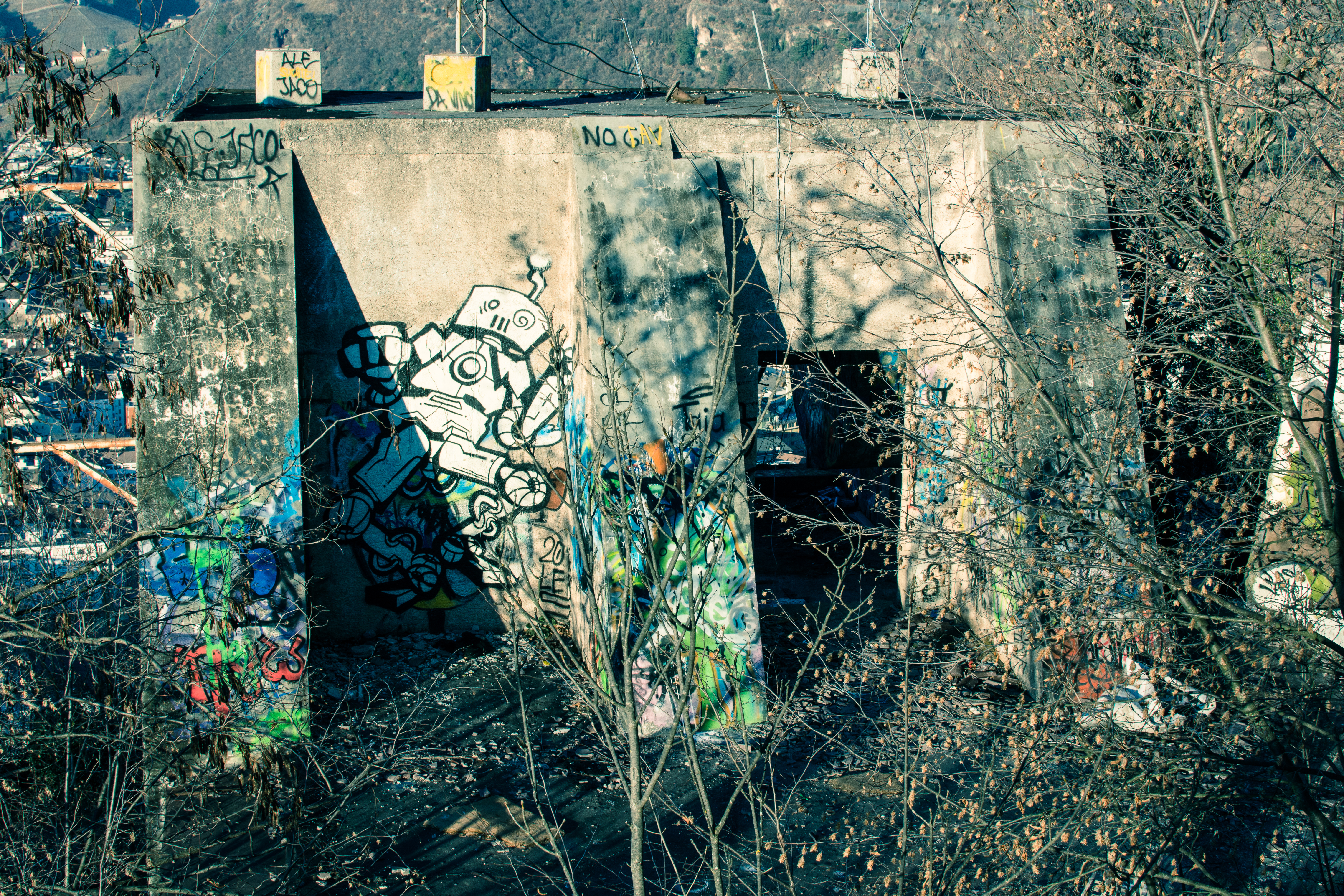
Überreste der Bergstation der Luftseilbahn

1957 übernahm eine Luftseilbahn den Personentransport auf den Virgl. Die Bergstation blieb weiter an der Virglwarte, die Talstation wurde dagegen zu Gunsten einer besseren Erreichbarkeit in die Schlachthofstraße im Bozner Boden verlegt. Diese Seilbahn wurde 1976 stillgelegt, da sich der Betreiber außer Stande sah, die gestiegenen technischen Anforderungen zu erfüllen.
Heute hat der Virgl, wohl auch auf Grund seiner schlechten Erschließung, an Bedeutung als Naherholungszone verloren. Die von Anfang an konkurrierende Kohlerer Bahn hat ihre Rolle heute endgültig übernommen.

## Relikte
Von der Talstation der Standseilbahn nahe der Unterführung der Brennerbahn ist heute nur mehr ein kleiner Mauerrest sichtbar. Die unmittelbar nachfolgende Trasse ist dagegen weitgehend erhalten, aber von Gebüsch überwuchert. Insbesondere das lange Viadukt ist von der Stadt aus am Hang klar zu erkennen. Etwas oberhalb der ehemaligen Ausweiche quert der Virglsteig die Trasse über eine seit Erbauung der Bahn vorhandene Brücke.
Das ehemalige Restaurant und Hotel Schönblick, ein 1898 nach Entwurf des Architekten Ferdinand Mungenast errichteter historistischer Bau, steht nach wie vor gut sichtbar auf dem Virgl, allerdings ohne Zugang für die Öffentlichkeit und in ruinösem Zustand. Die dortige Bergstation der Standseilbahn wurde abgetragen, es steht jedoch – ebenfalls von der Stadt aus sichtbar – noch die Ruine der Bergstation der Luftseilbahn. Die Lage der zugehörigen Talstation dagegen lässt sich, spätestens seit dem Bau des Parkhauses „Bozen Mitte“, nicht mehr im Stadtbild ausmachen.
2021 wurde die historische Trasse der Standseilbahn unter Denkmalschutz gestellt.

## Galerie

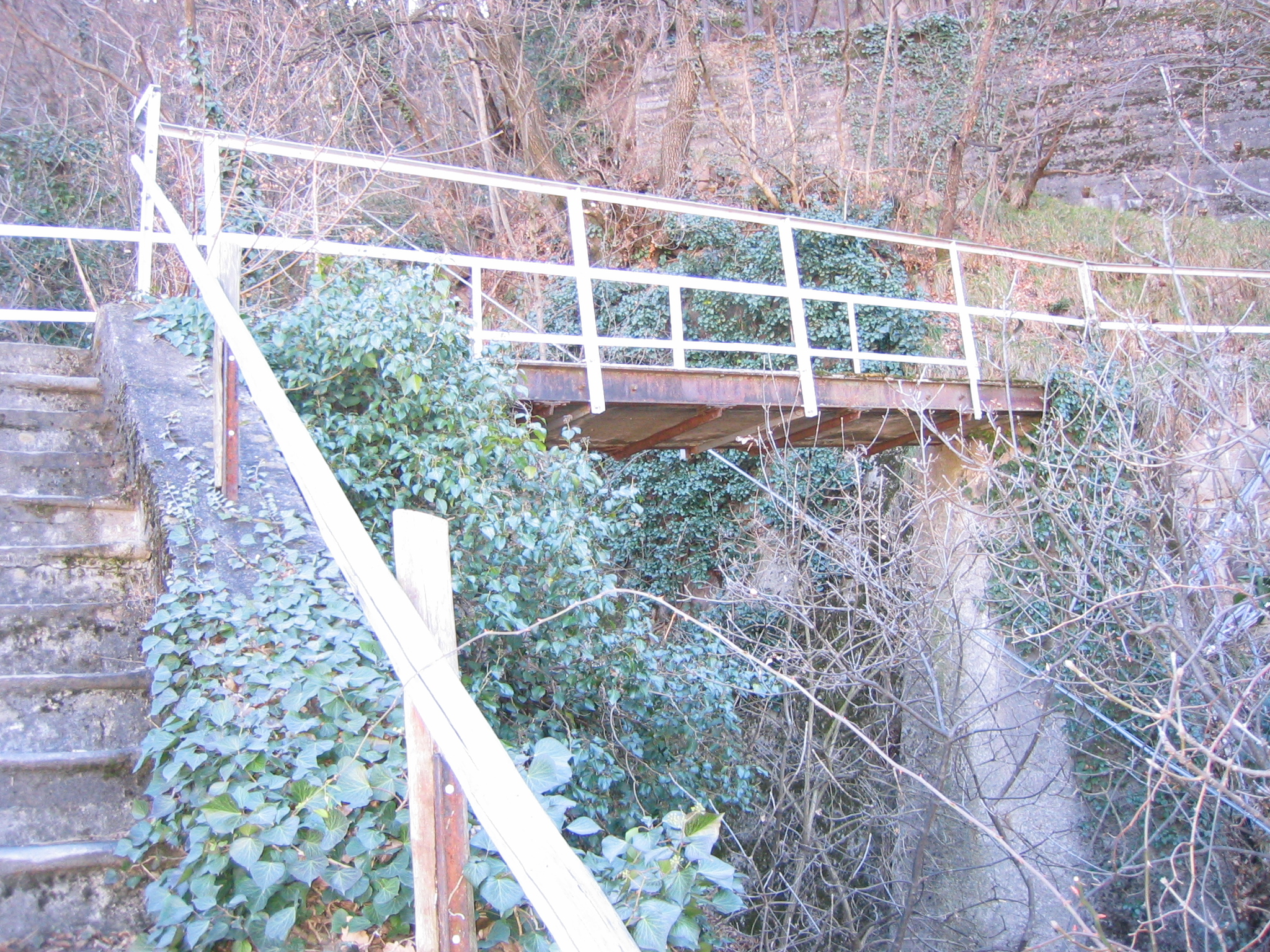
Fußgängerbrücke über die Trasse der ehemaligen Virglbahn
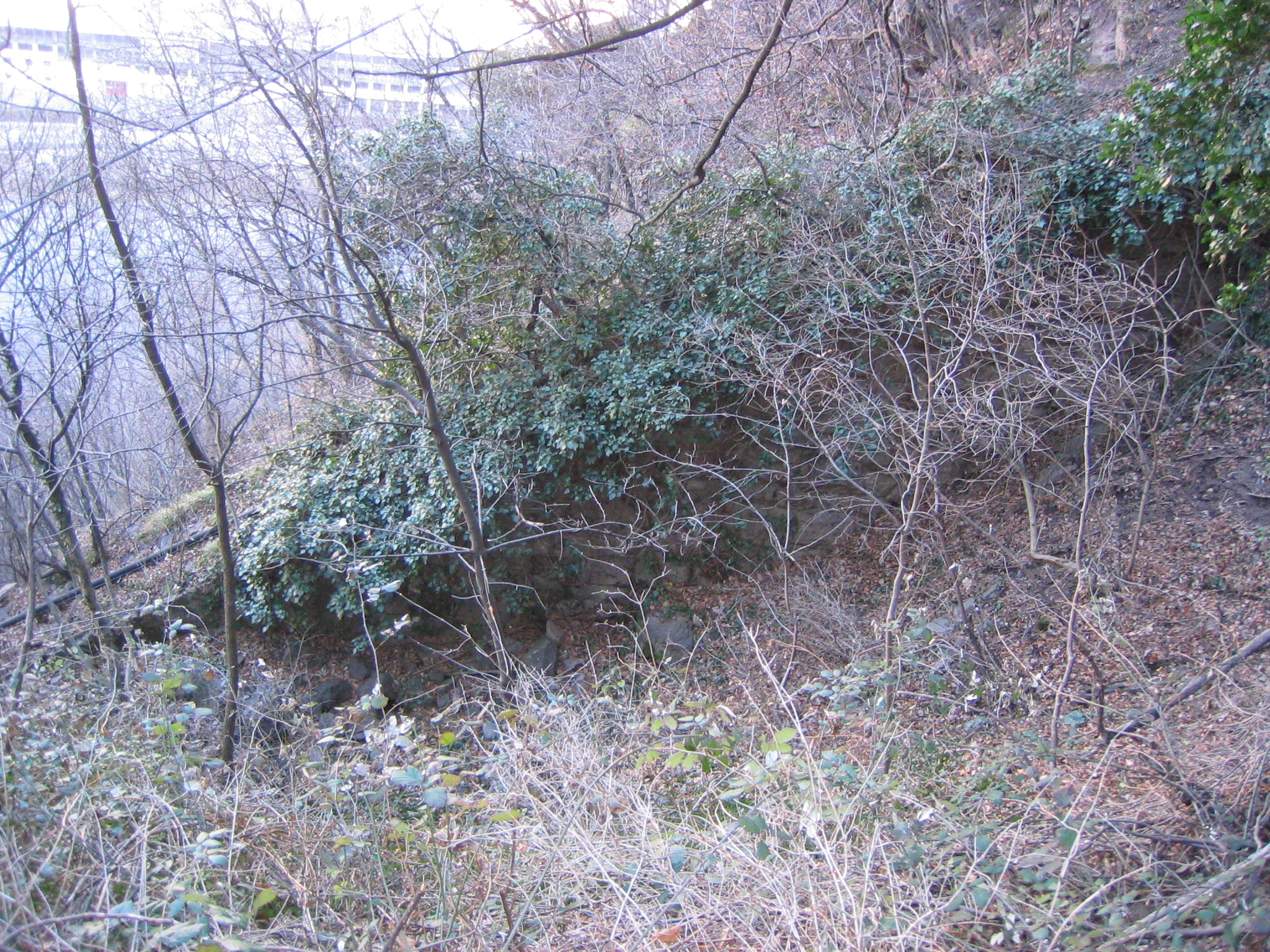
Gemauerte Reste der Trasse
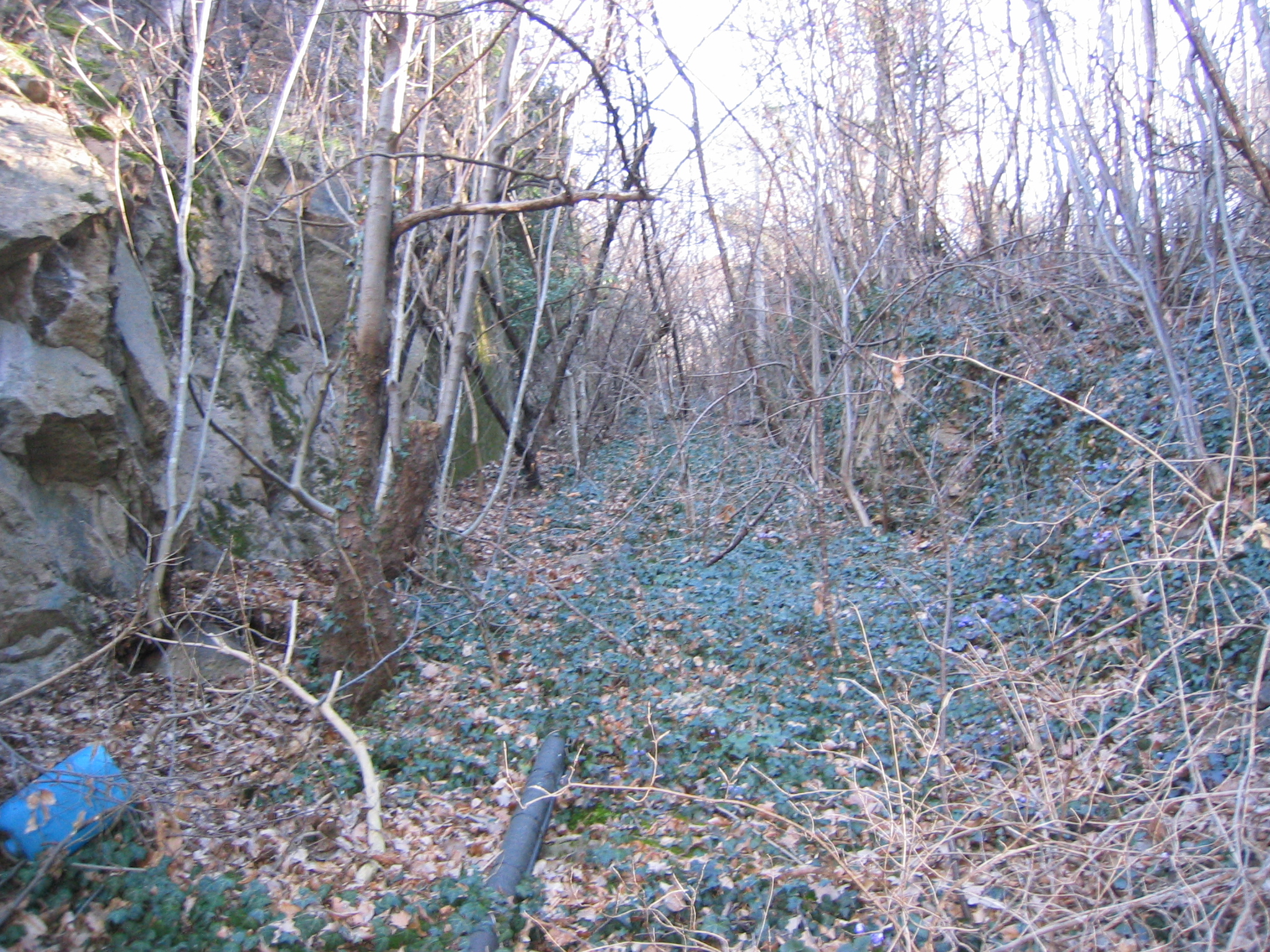
Felseinschnitt im oberen Abschnitt
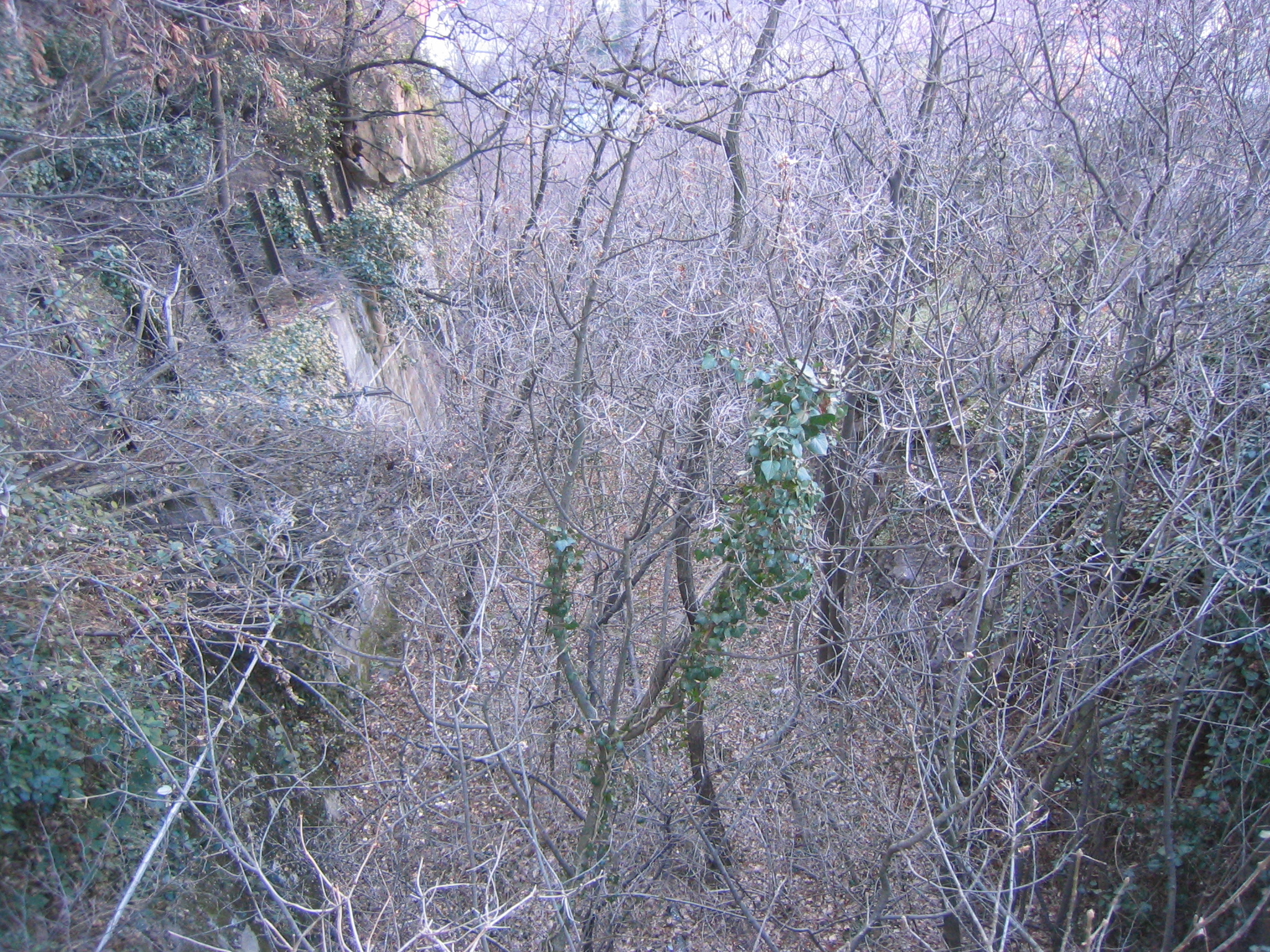
Ausweichstelle gleich unterhalb der Fußgängerbrücke